# Hassen Bejaoui
Hassen Bejaoui (arab. حسن بيجاوي; ur. 14 lutego 1975 roku w Bizercie) – tunezyjski piłkarz występujący na pozycji bramkarza. Obecnie gra w CA Bizertin.

## Kariera klubowa
Hassen Bejaoui zawodową karierę rozpoczynał w 1994 roku w CA Bizertin. Występował tam przez 8 sezonów, jednak w tym czasie nie odnosił żadnych sukcesów. W 2002 roku piłkarz odszedł do Stade Tunisien i w 2003 roku wywalczył z nim Puchar Tunezji. Przez 3 sezony spędzone w tej drużynie Bejaoui o miejsce w składzie rywalizował między innymi z 2 reprezentantami kraju – Issamem Trabelsi i Mohamedem Zouabim.
Na sezon 2005/2006 Bejaoui powrócił do CA Bizertin, dla którego rozegrał tym razem 24 ligowe spotkania. W kolejnych rozgrywkach tunezyjski bramkarz reprezentował barwy CS Sfaxien i triumfował z nim w rozgrywkach Afrykańskiego Pucharu Konfederacji. Latem 2007 roku Bejaoui po raz trzeci w karierze przeszedł do drużyny CA Bizertin, a w 2009 roku podpisał kontrakt z Espérance Zarzis. W sezonie 2010/2011 grał w AS Marsa, a od sezonu 2011/2012 był zawodnikiem CA Bizertin. W sezonie 2012/2013 zdobył z nim Puchar Tunezji. W 2015 roku zakończył karierę.

## Kariera reprezentacyjna
W reprezentacji Tunezji Bejaoui zadebiutował w 2002 roku. W 1996 roku był w kadrze Tunezji na Puchar Narodów Afryki 1996. W 2002 samym roku wziął udział w Pucharze Narodów Afryki oraz znalazł się w 23–osobowej kadrze drużyny narodowej na Mistrzostwa Świata w Korei Południowej i Japonii. Na mundialu podopieczni Ammara Souayaha nie zdołali przebrnąć przez fazę grupową i odpadli z turnieju. Na mistrzostwach podstawowym bramkarzem Tunezyjczyków był Ali Boumnijel, a Bejaoui wspólnie z Ahmedem Jaouachim pełnili rolę rezerwowych.